# Джураев, Шерали Тураевич
Шерали Тураевич Джураев (узб. Sherali To'raevich Jo'rayev; род. 13 декабря 1986, Узбекская ССР) — узбекский дзюдоист, выступающий в весовой категории до 90 кг и до 100 кг. Участник XXXI Летних Олимпийских игр, призёр Азиатских игр, призёр этапов Гран-при по дзюдо и Чемпионатов Азии.

## Карьера
В 2012 году на этапе Гран-при по дзюдо в Абу-Даби (ОАЭ) завоевал серебряную медаль, а на этапе в Баку занял третье место. В 2015 году на этапе Гран-при по дзюдо в Ташкенте в весовой категории до 90 кг на пути к финалу проиграл таджикскому дзюдоисту Комроншох Устопириён, но в поединке за бронзу смог одержать победу над Каролисом Бауджу из Латвии. На Чемпионате Азии по дзюдо в Эль-Кувейте в весовой категории до 90 кг завоевал бронзовую медаль.
В 2016 году на Летних Олимпийских играх в Рио-де-Жанейро (Бразилия) в весовой категории до 90 кг в первом раунде одержал победу над алжирским дзюдоистом Абдерахманом Бенамади. В следующем раунде встретился с представителем Швеции Маркусом Нюманом, но не смог его одолеть и завершил выступление на турнире.
В 2017 году на Чемпионате Азии по дзюдо в Гонконге в весовой категории до 100 кг завоевал бронзовую медаль. На Чемпионате мира по дзюдо в Будапеште (Венгрия) в весовой категории до 100 кг в первом раунде одолел Рокаса Симониса из Литвы, но в следующем раунде оказался слабее израильского дзюдоиста Петера Пальчика.
В 2018 году на Летних Азиатских играх в Джакарте (Индонезия) в весовой категории до 100 кг завоевал бронзовую медаль. В решающем поединке за бронзу Шерали одержала победу над Иваном Ремаренко из ОАЭ.